# Danny Kool (album)
Danny Kool er det første studiealbum udgivet af den tidligere danske rapper Danny Kool, den 19. maj 1999 af Spin Music. Albummet har i dag solgt over 80.000 eksemplarer.

## Trackliste
| #   | Titel                        | Længde |
| --- | ---------------------------- | ------ |
| 1.  | "Intro"                      |        |
| 2.  | "Power Party Ranger"         |        |
| 3.  | "Señorita"                   |        |
| 4.  | "Danny Kool"                 |        |
| 5.  | "Mig og min Bror"            |        |
| 6.  | "Voksne ingen Adgang"        |        |
| 7.  | "Hvor Ska' vi sove i Nat?"   |        |
| 8.  | "Forspil"                    |        |
| 9.  | "Tekken"                     |        |
| 10. | "Fru Suresen"                |        |
| 11. | "Mette (Hun er Min)"         |        |
| 12. | "Ikk' kun Pop"               |        |
| 13. | "Power Party Ranger (Remix)" |        |

## Fodnoter
1. ↑  Mark Dalhoum Pedersen (21. september 2001). "Danny Kool - Styrer Verden". Gaffa. Arkiveret fra originalen 2. februar 2014. Hentet 26. april 2012.
2. ↑  Jesper Hansen (24. januar 2011). "Danny Disco & Shamanen". DJz.dk. Arkiveret fra originalen 2. september 2014. Hentet 26. april 2012.